# Twarogi-Mazury
Twarogi-Mazury [tfaˈrɔɡi maˈzurɨ] est un village polonais de la gmina de Perlejewo dans le powiat de Siemiatycze et dans la voïvodie de Podlachie.